# Esther Deltenre
Esther Deltenre, surnommée à ses débuts « la petite Esther », née le 26 mai 1877 à Bruxelles , en Belgique et morte le 24 octobre 1958 à Forest, est une actrice belge.

## Biographie
Esther Deltenre naît en 1877 et grandit à Bruxelles au sein d'une famille populaire de parents wallons (Lessines), elle exerce comme casquettière avant de chanter dans divers cafés-théâtres, puis à la foire du Midi,. Elle fait ses débuts enfant, au Concert des Glaces (ancien théâtre Fulgoni), une salle située boulevard du Midi au coin de la rue Van der Weyden.
Elle meurt le 24 octobre 1958 à Forest.

## Carrière

### Au théâtre
Esther Deltenre a obtenu le succès sur la scène de l'Alhambra, une salle de spectacle qui, avec 2 000 fauteuils, était à l'époque la plus grande salle de Bruxelles et située au no 20 sur le boulevard Émile Jacqmain dans le centre de Bruxelles, près de la place de Brouckère.
Au théâtre de la Gaîté, le public a pu applaudir Esther Deltenre dans Peperbol en ribote (1935) de Joris d'Hanswyck qui fut l’auteur ou le coauteur d’un très grand nombre de pièces dont Bossemans et Coppenolle.

### Au cinéma
Esther Deltenre incarne six rôles pour le cinéma belge patoisant entre 1912 et 1947. Elle joue dans quatre films de Gaston Schoukens, dont le rôle de la reine dans Les Quatre Mousquetaires.

### Divers
La chanson « Ramonache » a été un grand succès interprétée par Esther Deltenre sur les scènes bruxelloises sur la parodie de l'air de Ramona de Mabel Wayne pour la musique. Elle joue aussi avec Rittche qui fut son partenaire en duo comique.
Esther Deltenre a tenu une brasserie à Bruxelles près de la Bourse, rue du Borgval, no 10.

## Filmographie
- 1912 : La famille Van Petegem à la mer d'Isidore Moray, avec Gustave Libeau[2]
- 1926 : Monsieur mon chauffeur, écrit et réalisé par Gaston Schoukens. Esther Deltenre joue le rôle de Tante Esther[2]
- 1934 : Les Quatre Mousquetaires de Gaston Schoukens, d'après Alexandre Dumas. Esther Deltenre joue le rôle de la reine.
- 1937 : La Gloire du régiment (De Roem van het regiment), seul film (85 min) réalisé par Sig Arno, un acteur allemand fuyant le régime hitlérien[12].
- 1939 : Zig-zag, réalisé par Gaston Schoukens, écrit par J. Orban et Marcel Roels, 92 min
- 1947 : Vivent les femmes (Leve de vrouwtjes!) de Gaston Schoukens